# Eutima gracilis
Eutima gracilis is een hydroïdpoliep uit de familie Eirenidae. De poliep komt uit het geslacht Eutima. Eutima gracilis werd in 1853 voor het eerst wetenschappelijk beschreven door Forbes & Goodsir. 